# Feltartilleriets Fest 1. Juli 1917
Feltartilleriets Fest 1. Juli 1917 er en dansk dokumentarisk stumfilm fra 1917 med ukendt instruktør.

## Handling
Denne artikel mangler et handlingsreferat. Hjælp os med at skrive det.